# Astarte liogona
Astarte liogona är en musselart som beskrevs av Dall 1903. Astarte liogona ingår i släktet Astarte och familjen Astartidae. Inga underarter finns listade i Catalogue of Life.